# Vandeleuria oleracea
Vandeleuria oleracea — вид гризунів, що зустрічаються в Південній та Південно-Східній Азії (Індія, Непал, Бутан, Бангладеш, Шрі-Ланка, Китай, М'янма, Таїланд, Лаос, В'єтнам, Камбоджа).

## Морфологічна характеристика
Довжина голови і тулуба від 61 до 90 мм, довжина хвоста від 92 до 110 мм, довжина ступні від 17 до 18 мм, довжина вух від 11 до 16 мм. Волосяний покрив м'який. Колір верхньої частини світло-коричневий, а черевні частини, щоки і морда білі з легким жовтуватим відтінком. Зовнішні частини лап білі. Кігті білі й дрібні. Вуха дещо великі, округлі й практично безшерсті. Морда коротка і тупа. Вуса довгі й численні, одні чорні, а інші сріблясті. Хвіст значно довше голови й тіла, рівномірно темний і вкритий дрібними білуватими волосками. Каріотип 2n = 26, FN = 40–41.

## Середовище проживання
Мешкає в лісах і на узліссях, де є густа рослинність і в'юнкі рослини на висоті від 200 до 1500 метрів над рівнем моря. В Індокитаї він також присутній в очеретах, сухих листяних лісах з наявністю бамбукових лісів, у вологих листяних лісах, лісах помірного клімату, лісах, змішаних з преріями і чагарниками, і вологих гірських районах.

## Спосіб життя
Це деревний і нічний вид. Будує кулясті гнізда з листям і стеблами трави на гілках. Харчується плодами, бруньками і квітами.